# A. E. Douglass
Andrew Ellicott Douglass (Windsor, Vermont; 5 de julio de 1867-Tucson, Arizona; 20 de marzo de 1962), más conocido como A. E. Douglass, fue un astrónomo estadounidense, fundador del Laboratorio de Investigación de los Anillos de los Árboles en la Universidad de Arizona. Desarrolló las técnicas de fechados dendrocronológicos.

## Algunas publicaciones
- 1921. “Dating Our Prehistoric Ruins: How Growth Rings in Timbers Aid in Establishing the Relative Ages in Ruined Pueblos of the Southwest” Natural History 21 (2)
- 1929. The secret of the Southwest solved by talkative tree rings. National Geographic Magazine 56(6): 736-770
- 1940. “Tree-Ring Dates from the Forestdale Valley, East-Central Arizona” Tree-Ring Bulletin 7 (2)
- 1941. “Age of Forestdale Ruins Excavated in 1939” Tree-Ring Bulletin 8 (2)
- 1944. “Tabulation of Dates for Bluff Ruin” Tree-Ring Bulletin 9 (2)

## Eponimia
- El cráter lunar Douglass lleva este nombre en su memoria.
- Así mismo, el cráter marciano Douglass también lleva este nombre en su honor.